# (1916) Boreas
(1916) Boreas ist ein Asteroid des Amor-Typs, der am 1. September 1953 von dem belgischen Astronomen Sylvain Arend am Königlichen Observatorium von Belgien (IAU-Code 012) in Uccle entdeckt wurde.
Der Name des Asteroiden ist von der griechischen Gottheit Boreas abgeleitet, die den winterlichen Nordwind personifiziert.